# Architettura vittoriana

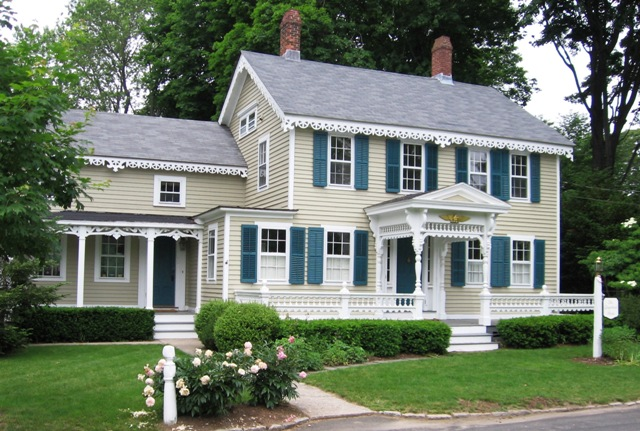
Esemplare di edificio in stile vittoriano negli USA (1855)

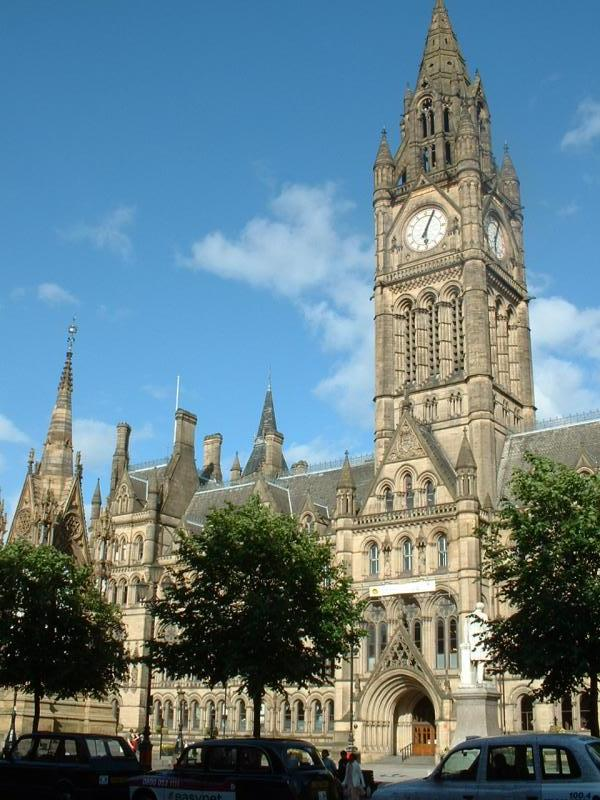
Il municipio di Manchester è un esempio di gotico vittoriano.

L'architettura vittoriana è uno degli stili architettonici predominanti utilizzati durante l'epoca vittoriana. Si riferisce all'incirca alla durata del regno della regina inglese Vittoria (20 giugno 1837 – 22 gennaio 1901), dal quale ha preso il nome.

## Varietà di architetture vittoriane

### Stili compresi nell'era vittoriana
- Il British (movimento d'arte ed artigianato)
- Architettura industriale
- Painted ladies, costruzioni dell'epoca con la facciata dipinte in tre colori diversi
- Queen Anne Style
- Stile Secondo Impero
- Jacobethan (precorritrice dello stile Queen Anne)
- Greek Revival
- Renaissance Revival
- Romanesque Revival (comprende Romanico richardsoniano)

### Altri movimenti architettonici nel periodo
Comunque nel periodo fiorirono anche altri stili architettonici, legati a quelli in essere nel periodo precedente, associati comunque all'era vittoriana:
- Gothic Revival
- Neoclassicismo

## Esempi di architettura vittoriana
Esempi di architettura vittoriana si trovano a: Albany (USA), Boston (USA), Brooklyn (USA), Chicago (USA), Detroit (USA), Galena (USA), Galveston (USA), Glasgow (UK), Grand Rapids (USA), Jersey City/Hoboken (USA), Kolkata (India), Londra (UK), Louisville (USA), Manchester (UK), Melbourne (Australia), Mumbai (India), Nelson (Nuova Zelanda), New Orleans (USA), Philadelphia (USA), Pittsburgh (USA), Richmond (USA), Saint Paul (USA), San Francisco (USA), St. Louis (USA), Sydney (Australia), Toronto (Canada), Valparaiso (Cile).
In USA, il South End di Boston è riconosciuto dal National Register of Historic Places come il più antico ed esteso agglomerato vittoriano della città. Anche Old Louisville a Louisville è considerata fra le aree vittoriane più grandi della città del Kentucky.
Richmond in Virginia possiede diverse zone con costruzioni in stile vittoriano fra le quali si ricordano Fan District e Church Hill. A Church Hill Patrick Henry fece il suo famoso discorso Give me liberty or give me death nella chiesa episcopale di St. John's Episcopal Church, mentre Fan District è localmente noto come la zona più europea della città e la più estesa di tutti gli Stati Uniti.
Il Distillery District di Toronto comprende la più grande e meglio conservata collezione di architetture vittoriane, sia civili che industriali, dell'intero Nord America. Notevole anche Cabbagetown, The Annex, Corktown, Parkdale e Rosedale.
Carroll Avenue a Los Angeles comprende la maggior parte delle architetture vittoriane della città.

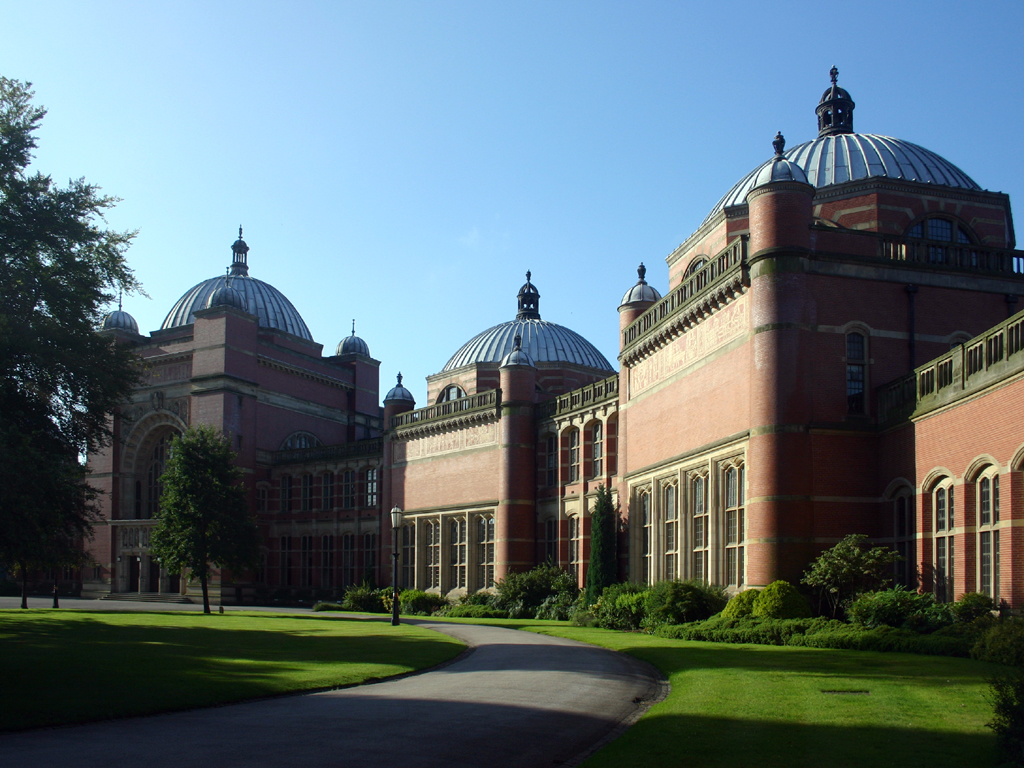
L'edificio Aston Webb all'Università di Birmingham, nel Regno Unito.
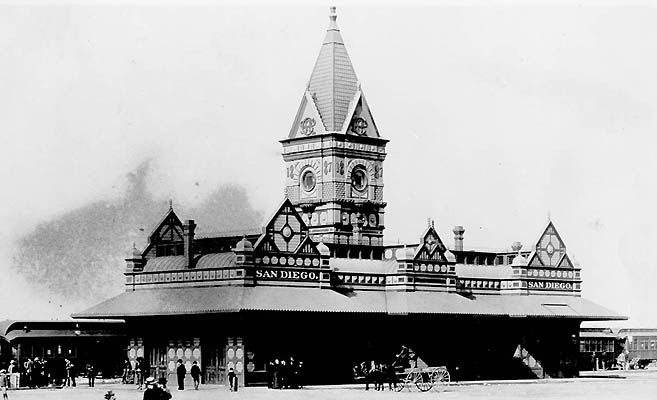
La stazione della California Southern Railroad a San Diego costruita nel 1887.
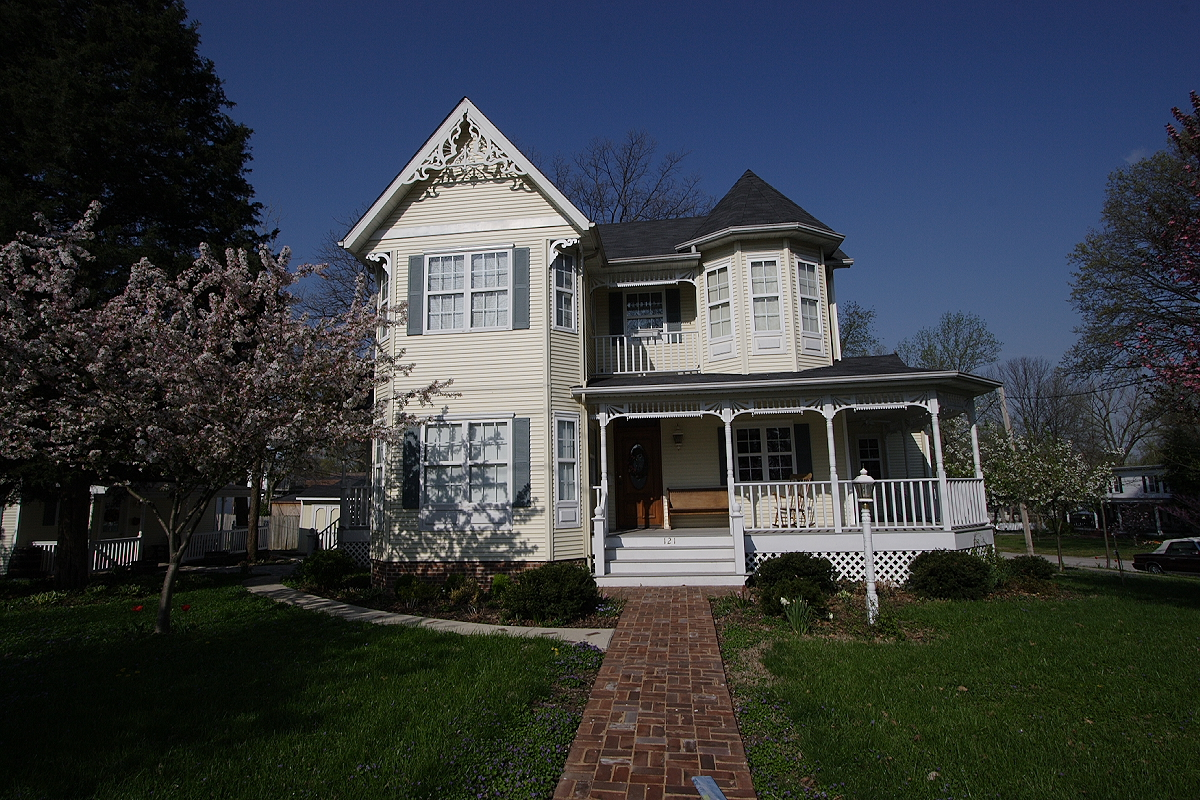
Un esempio di stile American Queen Anne a Lebanon in Illinois.
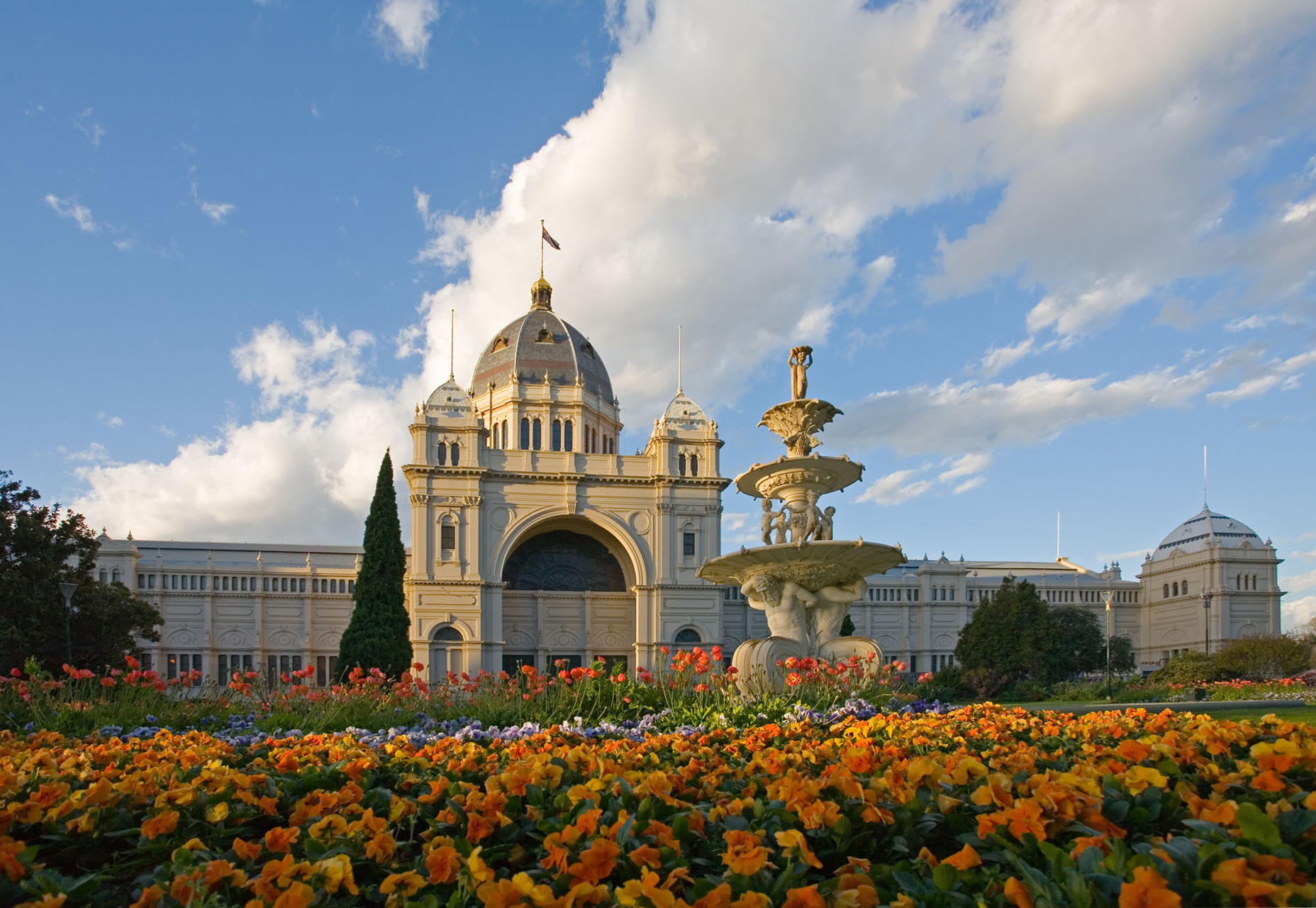
Il Royal Exhibition Building e fontana costruito a Melbourne nel 1880.
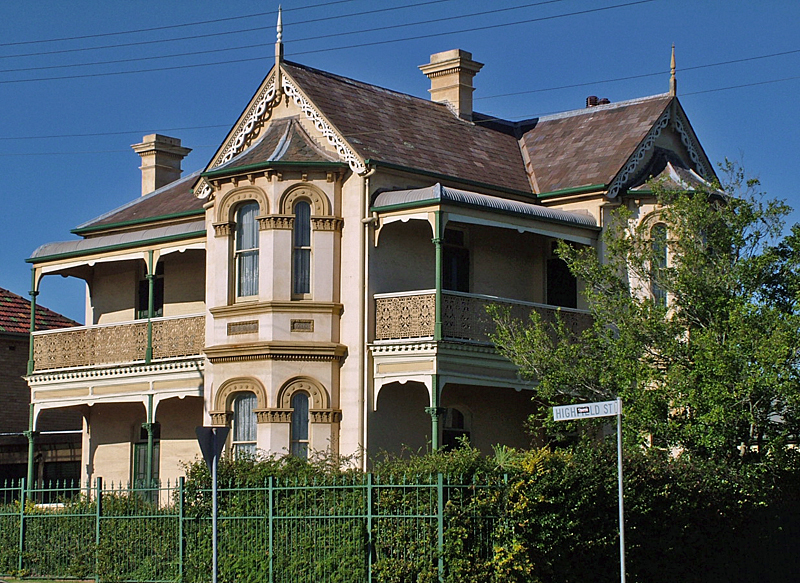
Una casa in stile vittoriano all'angolo fra Hanbury Street e Highfield Street, a Mayfield, Nuovo Galles del Sud, Australia.
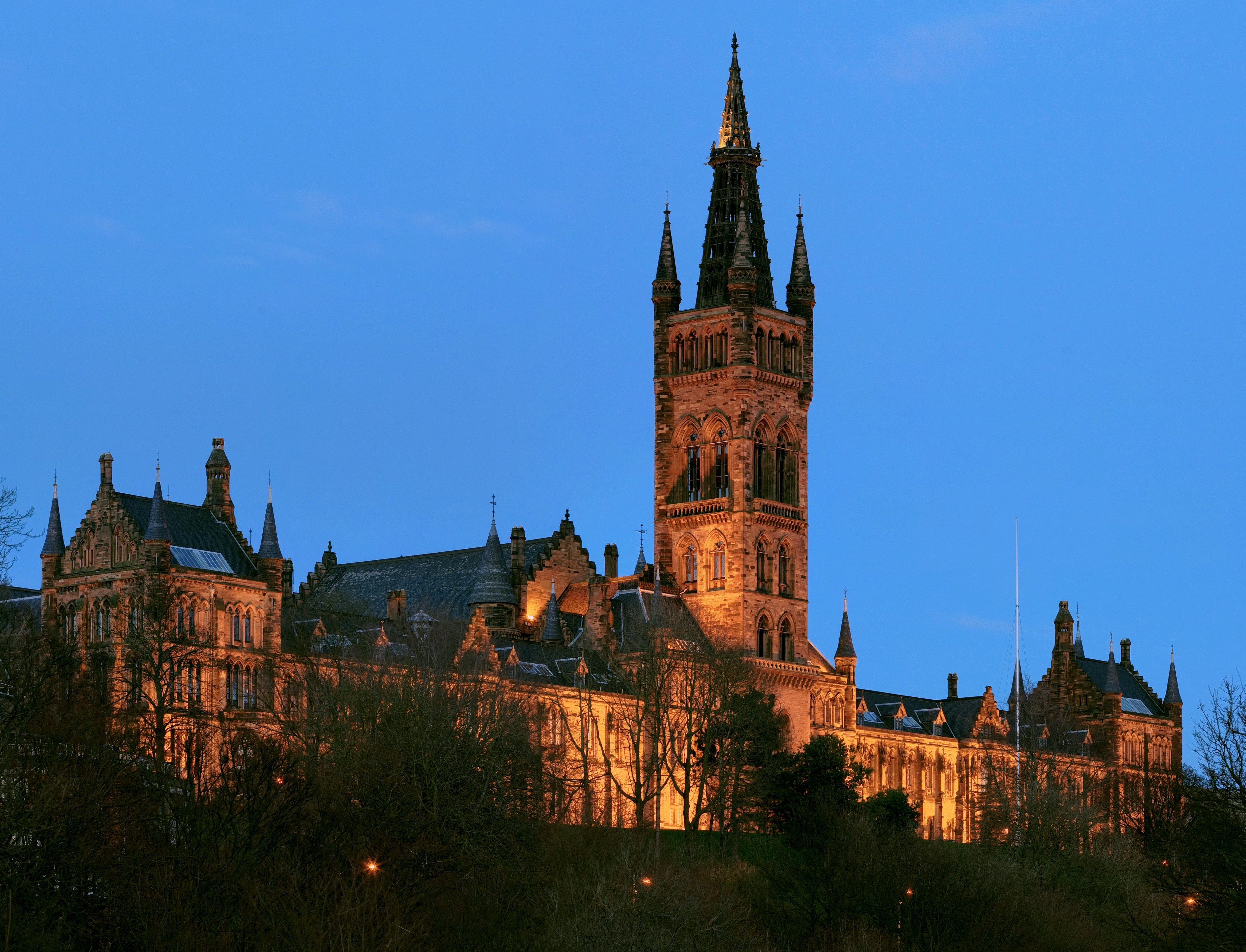
Il Gilbert Scott Building dell'Università di Glasgow. Un esempio di stile neogotico.
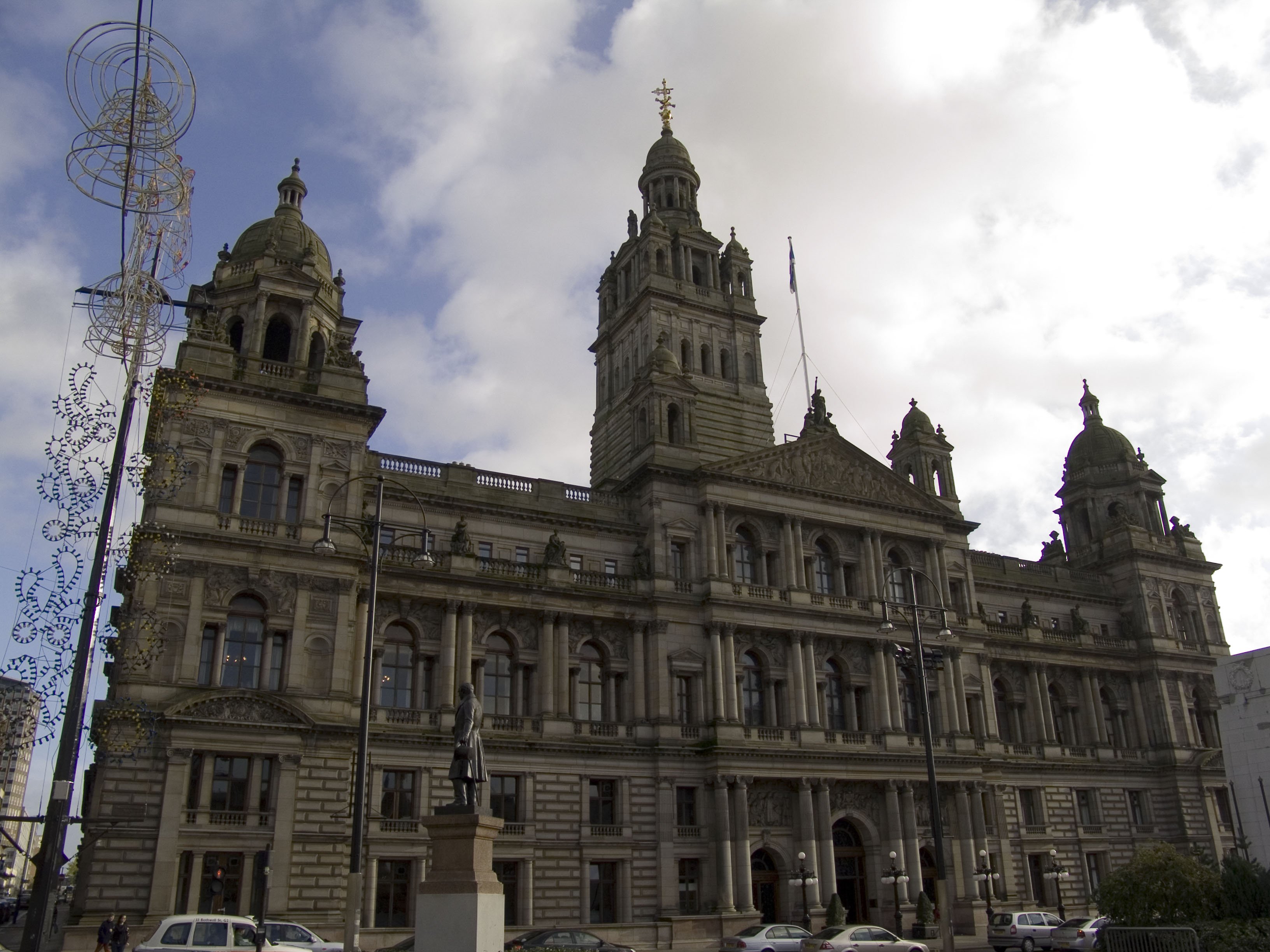
Prospetto del Glasgow City Chambers.
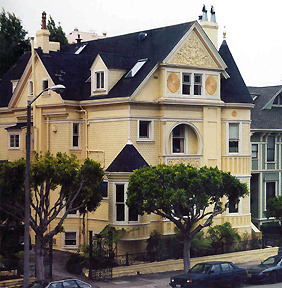
La C. A. Belden House, una costruzione in stile Queen Anne Victorian a San Francisco.
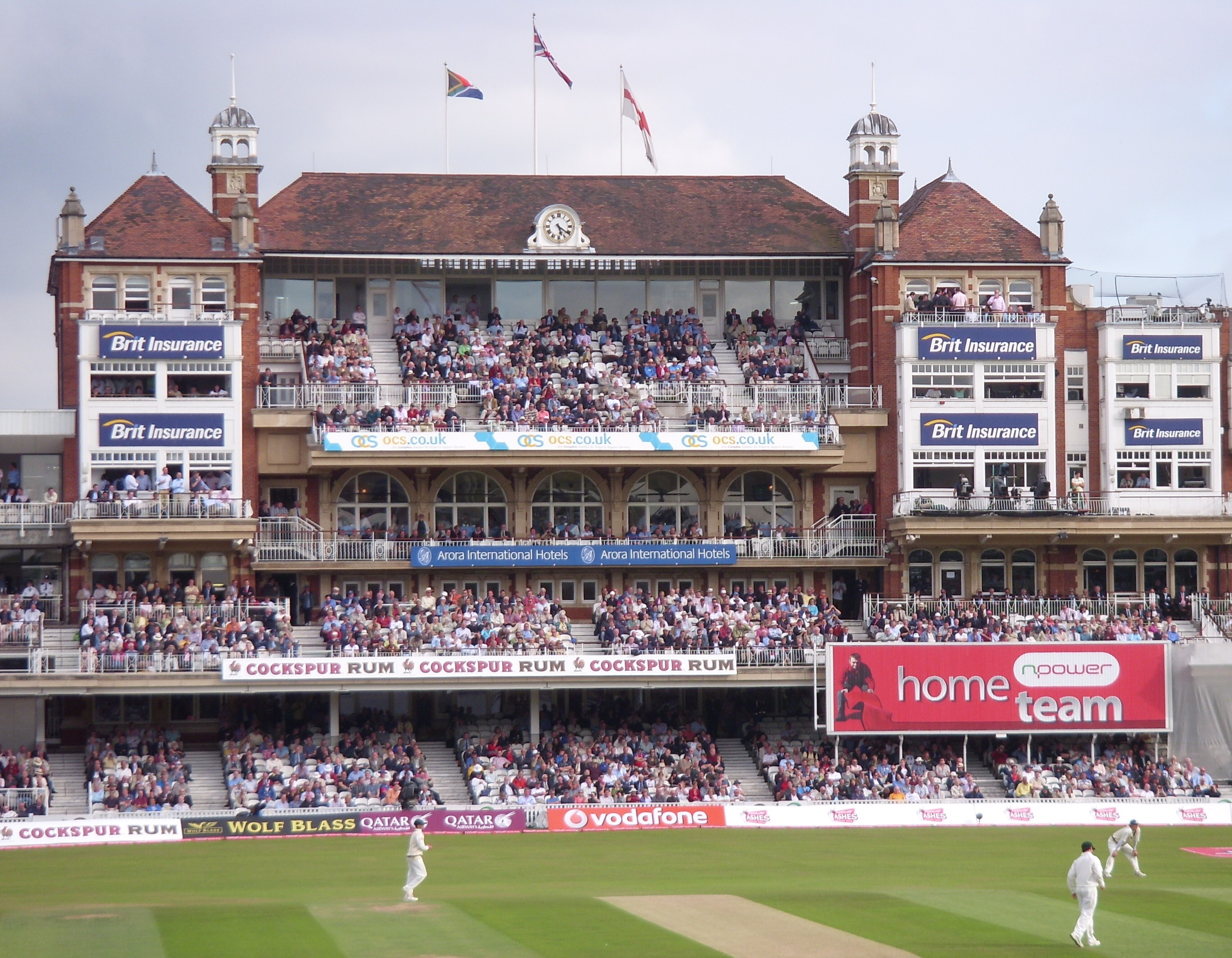
Il Victorian Pavilion all'Oval cricket ground di Londra.
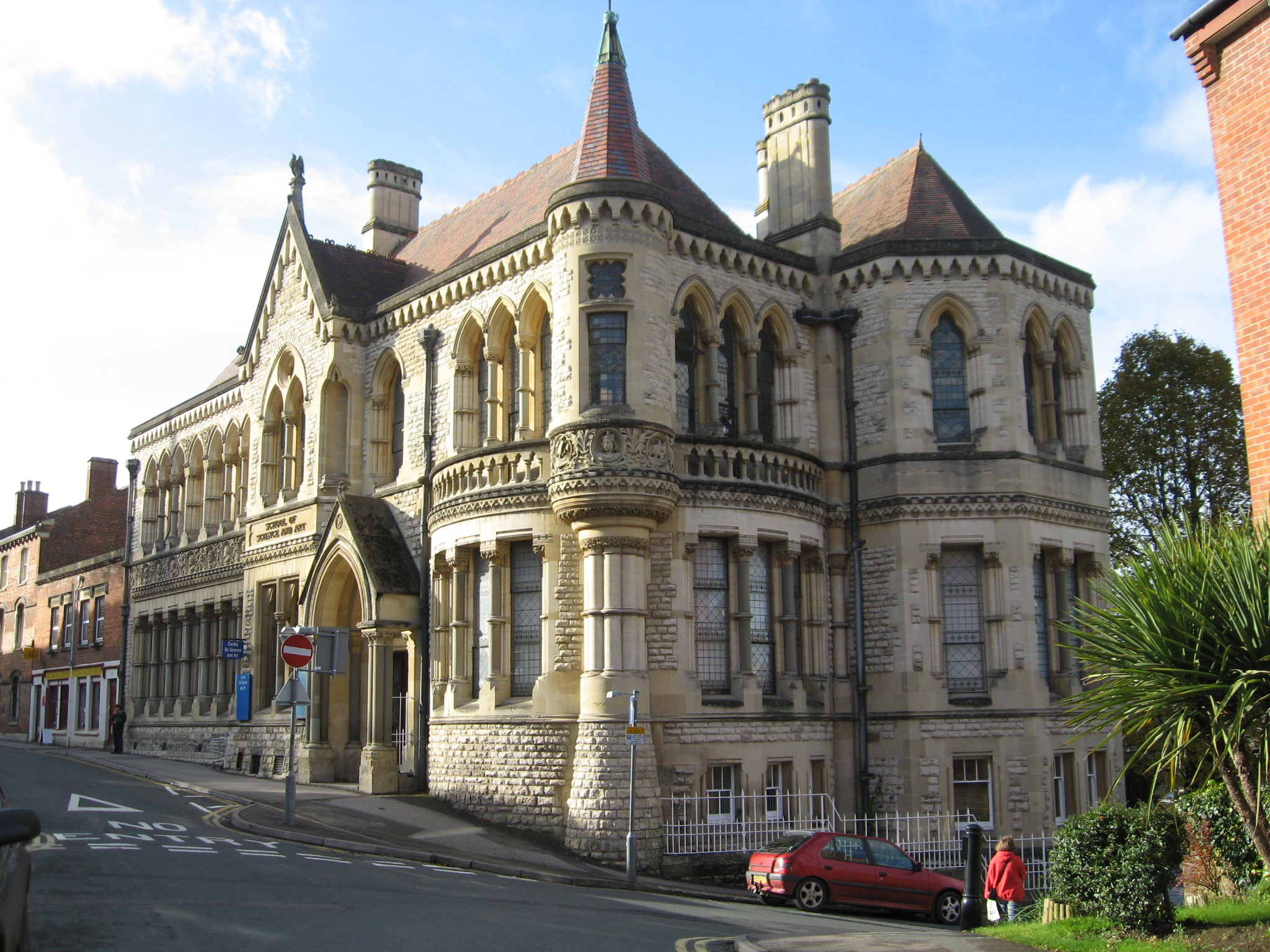
Victorian School of Art and Science a Stroud, in Gloucestershire.
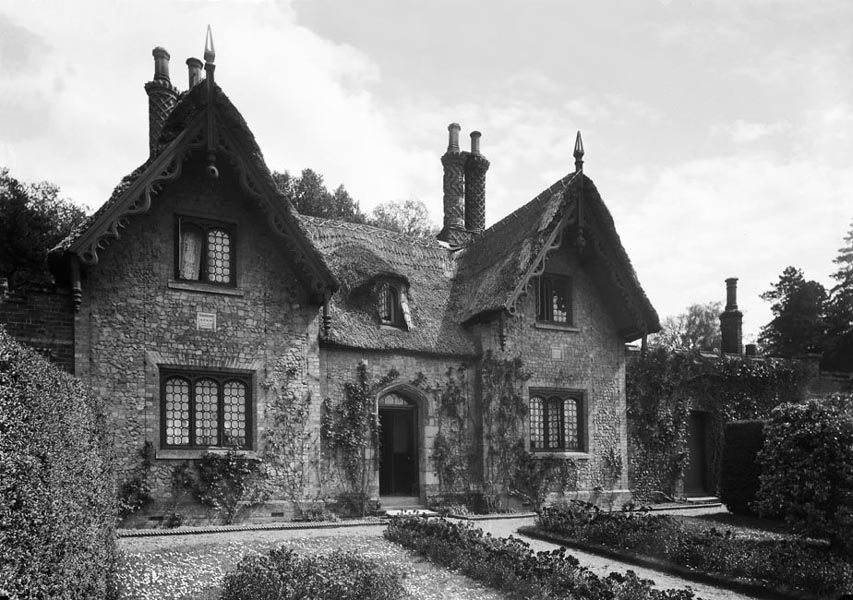
Hardwick House vicino Bury St Edmunds, a Suffolk.